# Vera Hohlfeld
Vera Hohlfeld (* 24. Februar 1972 in Erfurt) ist eine ehemalige deutsche Radrennfahrerin.

## Radsport-Erfolge
Von Mitte der 1990er Jahre bis Anfang der 2000er Jahre gehörte Vera Hohlfeld zu den stärksten deutschen Straßenfahrerinnen. 1995 wurde sie Deutsche Vize-Meisterin auf der Straße, 1996 und 1997 konnte sie diese Platzierung wiederholen. 1996 wurde sie auf der Albert-Richter-Radrennbahn in Köln Deutsche Vize-Meisterin im Punktefahren auf der Bahn.
1993 wurde Vera Hohlfeld Deutsche Meisterin im Einzelzeitfahren und belegte den zweiten Platz bei Rund um den Henninger Turm. 1996 gewann sie das Weltcuprennen „Mallorca-Rundfahrt“ und errang den zweiten Platz in der Gesamtwertung der Thüringen-Rundfahrt, an der sie insgesamt zwölfmal teilnahm und sieben Etappensiege feierte. Auch internationale Etappensiege bei der Tour de Suisse und der Toskana-Rundfahrt errang sie. 1999 siegte sie bei Rund um die Nürnberger Altstadt, 2000 wurde sie Dritte beim Weltcuprennen in Philadelphia und 2001 bei der Berner Rundfahrt. Vera Hohlfeld gewann mehrere Etappen bei der Grande Boucle Féminine und beim Giro d’Italia Femminile. Sie nahm insgesamt achtmal an Weltmeisterschaften teil und belegte je einmal den vierten, den siebten, den zehnten und den zwölften Platz.
1996 nahm sie an den Olympischen Spielen in Atlanta teil und belegte im Straßenrennen den vierten Platz.
2003 beendete Vera Hohlfeld ihre Profi-Karriere.

## Berufliches
Vera Hohlfeld wurde in der Finanzdienstleistung und im Sportmarketing selbstständig tätig. Nach fünf Jahren Sportlicher Leitung bei der Internationalen Thüringen Rundfahrt der Frauen übernahm sie 2010 die Gesamtleitung bis zu deren Aus 2025. Diese Funktion hat sie auch beim Schleizer-Dreieck-Jedermann inne. Von 2019 bis 2024 war sie Teamleiterin des maxx-solar LINDIG women cycling team.
Sie war zudem in der Erfurter Lokalpolitik aktiv.

## Erfolge
1994
- zwei Etappen Gracia Orlová
- eine Etappe Giro d’Italia Femminile

1995
- Prolog und eine Etappe Internationale Thüringen-Rundfahrt der Frauen

1999
- Rund um die Nürnberger Altstadt

2001
- Berner Rundfahrt

## Veröffentlichungen
Vera Hohlfeld, Maik Märtin: Mit Frauen Power durch Thüringen. T.RF Thüringer Sportmarketing GmbH, Erfurt 2017, ISBN 978-3-939182-94-8.